# Adventures of Captain Marvel
Adventures of Captain Marvel je americký dobrodružný filmový seriál z roku 1941 režisérů Williama Witneyho a Johna Englishe, vyrobený studiem Republic Pictures. Snímek vznikl na motivy komiksů o Captainu Marvelovi od vydavatelství Fawcett Comics, přičemž se jedná o vůbec první filmovou adaptaci superhrdinského komiksu. Černobílý filmový seriál, který byl rozdělen do dvanácti částí, měl premiéru 28. března 1941, v titulní roli se představil Tom Tyler.
Seriál byl v roce 1953 opětovně uveden do kin pod názvem Return of Captain Marvel.

## Příběh
Mladý rozhlasový reportér Billy Batson se na archeologické expedici do Siamu setká s prastarým kouzelníkem Shazamem, který mu předá nadlidské schopnosti. Billy se stane Captainem Marvelem, který následně musí bojovat proti maskovanému zloduchovi, známému jako The Scorpion, který je odhodlaný získat mocnou paprskovou zbraň v podobě velkého kovového škorpiona.

## Obsazení
- Tom Tyler jako Captain Marvel
- Frank Coghlan, Jr. jako Billy Batson
- William Benedict jako Whitey Murphy
- Louise Currie jako Betty Wallaceová
- Robert Strange jako John Malcolm
- Harry Worth jako profesor Luther Bentley
- Bryant Washburn jako Harry Carlyle
- John Davidson jako Tal Chotali
- George Pembroke jako doktor Stephen Lang
- Peter George Lynn jako profesor Dwight Fisher
- Reed Hadley jako Rahman Bar
- Jack Mulhall jako Howell
- Kenneth Duncan jako Barnett
- Nigel De Brulier jako Shazam
- Tetsu Komai jako Chan Lai
- Stanley Price jako Owens
- Gerald Mohr jako The Scorpion